# Jekyll (Miniserie)
Jekyll ist eine von Steven Moffat geschriebene britische Fernsehserie, die 2007 von Hartswood Films und Stagescreen Productions für BBC One produziert wurde.

## Handlung
Dr. Tom Jackman ist ein in der Gegenwart lebender Wissenschaftler. Er verwandelt sich seit geraumer Zeit (sechs Monate zu Beginn der ersten Folge) regelmäßig in eine animalischere Verkörperung von sich selbst. Mit dieser anderen Person – Mr. Hyde – trifft Jackman eine Vereinbarung: Sie teilen sich den Körper friedlich unter bestimmten Auflagen.
Jackman hat eine Frau und zwei Kinder, deren Existenz er vor Mr. Hyde geheim hält. Er versucht, Hyde mithilfe von modernen technischen Hilfsmitteln unter Kontrolle zu halten und so mit ihm eine friedliche Koexistenz zu führen. Sie informieren sich gegenseitig per Diktiergerät über den Aufenthaltsort und Hyde darf niemanden umbringen, ansonsten stellt sich Tom der Polizei. Dies funktioniert weitestgehend, bis Jackman herausfindet, dass sie beide, Jackmann und Hyde, der Grund für eine mehr als einhundertjährige Verschwörung einer geheimen Organisation sind. Im Laufe der Serie wird eine genetische Verbindung zwischen Jackman und dem angeblich kinderlosen, im 19. Jahrhundert lebenden Dr. Henry Jekyll vermutet, welche sich in der letzten Folge aufklärt.

## Hintergründe
Die Serie ist in den Augen ihrer Schöpfer eher eine Fortsetzung der Novelle Der seltsame Fall des Dr. Jekyll und Mr. Hyde als eine Adaption des Stoffes. Die Geschichte von Robert Louis Stevenson dient der Serie als Hintergrundgeschichte.

## Episodenliste
| Nr. | Titel (Deutsch) | Erstausstrahlung Deutschland | Erstausstrahlung GB | Regisseur           |
| Nr. | Kurzzusammenfassung | Kurzzusammenfassung          | Kurzzusammenfassung | Kurzzusammenfassung |
| --- | --- | ---------------------------- | ------------------- | ------------------- |
| 1   | Episode 1 "Jekyll" | 09.01.2009                   | 16.06.2007          | Douglas Mackinnon   |
| 1   | Tom Jackman wird von einer übernatürlichen Verwandlung geplagt. Er wird regelmäßig zu einer jüngeren, stärkeren und animalischeren Version von sich selbst. Er engagiert Psychiatrie-Krankenschwester Katherine Reimer. Sie soll die Änderungen in seiner Persönlichkeit beobachten. Später findet Tom heraus, dass seine von ihm getrennt lebende Frau Claire die Privatdetektivin Miranda Calender bezahlt, um herauszufinden, warum Tom Claire verlassen hat. Calender findet heraus, dass Jackman offensichtlich der letzte lebende Nachkomme von Dr. Henry Jekyll ist, obwohl dieser keine Kinder hatte. Allerdings weiß sie nicht, wer die Unbekannten sind, die Jackman ebenfalls observieren. Derweilen wird Hyde immer stärker und die Unbekannten zeigen sich in der Person von Benjamin. |                              |                     |                     |
| 2   | Episode 2 "Jekyll" | 16.01.2009                   | 23.06.2007          | Douglas Mackinnon   |
| 2   | Tom ist auf der Flucht. Grund dafür ist ein Treffen mit seiner Mutter, welche ihn als Säugling ausgesetzt hat. Außerdem kennt Hyde inzwischen den Wohnort von Claire und Toms Söhnen. Des Weiteren weiß Tom inzwischen von der Organisation, die ihn bzw. Hyde jagt. Warum genau, weiß Tom aber nicht. |                              |                     |                     |
| 3   | Episode 3 "Jekyll" | 23.01.2009                   | 30.06.2007          | Douglas Mackinnon   |
| 3   | Tom kehrt nach Hause zurück und stellt fest, dass die ihn jagende Organisation "Klein & Utterson" ist – die Firma für die er arbeitet. Hyde tötet Benjamin – einen der Chefs der Firma – und wird dann von "Klein & Utterson" in einem Metall-Sarg, einer Lebenserhaltungsbox, entführt. Damit nutzen sie Toms Klaustrophobie aus. |                              |                     |                     |
| 4   | Episode 4 "Jekyll" | 30.01.2009                   | 14.07.2007          | Matt Lipsey         |
| 4   | Miranda Calender konfrontiert "Klein & Utterson" mit der Behauptung, dass Tom Dr. Jekylls Klon ist. Toms alter Freund Peter, welcher für "Klein & Utterson" arbeitet, muss dadurch zugeben, dass sie nicht wissen, woher Tom kommt. Währenddessen zeigen Rückblenden, wie Tom und Claire sich kennenlernten und wie Hyde das erste Mal "erwachte". |                              |                     |                     |
| 5   | Episode 5 "Jekyll" | 06.02.2009                   | 21.07.2007          | Matt Lipsey         |
| 5   | Tom wird für tot erklärt. Hyde hat die Kontrolle übernommen, nachdem Tom den Qualen seiner Klaustrophobie unterlegen ist. Hyde taucht in Toms Erinnerungen ein und entdeckt dabei ein genetisches Gedächtnis von Dr. Henry Jekyll. Dadurch erkennt er, dass dieser sich nie wegen eines Serums verwandelt hat (dies wurde allerdings von "Klein & Utterson" angenommen und versucht zu reproduzieren). Er stellt außerdem fest, dass Jekylls Hausmädchen genauso aussieht wie Claire. Kurz danach entführt "Klein & Utterson" seine Frau und die Söhne. |                              |                     |                     |
| 6   | Episode 6 "Hyde" | 13.02.2009                   | 28.07.2007          | Matt Lipsey         |
| 6   | Hyde und Tom haben ihre Persönlichkeiten komplett vereint. Tom braucht Hydes physische Stärke während Hyde Toms emotionale Reife benötigt. Es wird aufgedeckt, dass Claire ein Klon von Dr. Jekylls Hausmädchen ist – erschaffen als Auslöser für die Verwandlung von Tom in Hyde. Tom dagegen ist kein Klon von Dr. Jekyll, sondern ein Nachkomme eines unehelichen Kindes von Hyde, entstanden bei einem seiner nächtlichen Abenteuer. Tom ist die erste perfekte genetische Replikation von Dr. Jekyll & Mr. Hyde. Hyde stirbt bei dem Versuch, Toms Kinder zu beschützen. Dabei verzichtet Hyde darauf, seine Verletzungen, nachdem er erschossen wurde, mit Tom zu teilen. Tom überlebt. Jackmans Söhne scheinen ebenfalls einige der "Jekyll & Hyde"-Gene in sich zu tragen. Tom stellt im Finale fest, dass er die "Jekyll & Hyde"-Gene nicht, wie angenommen, von seinem Vater hat, sondern von seiner Mutter – Mrs. Utterson. |                              |                     |                     |

## Rezeption
- Holger Kreitling lobt die Fernsehserie in der Zeitung Die Welt als „feine Transformation von Stevensons Schauer-Klassiker von 1886 in die Gegenwart.“[1]